# マイケル・ケイトルマン
マイケル・ケイトルマン（Michael Katleman）は、アメリカ合衆国のテレビディレクター、映画監督、プロデューサーである。テレビシリーズでは『ヤング・スーパーマン』、『トゥルー・コーリング』、『ギルモア・ガールズ』、『たどりつけばアラスカ』、『ダークエンジェル』、『ヴァンパイア・ダイアリーズ』などへ参加している。2007年に『カニング・キラー/殺戮の沼』で初めてフィーチャー映画の監督を務めた。

## 主なフィルモグラフィ

### テレビシリーズ
- ER緊急救命室 ER (1997) 計1話監督(S3Ep13)
- ギルモア・ガールズ Gilmore Girls (2000-2001) 計7話監督
- ゴッサム・シティ・エンジェル Birds of Prey (2002) 計1話監督
- ヤング・スーパーマン Smallville (2002-2003) 計3話出演
- トゥルー・コーリング Tru Calling (2003-2005) 計7話監督
- リゾーリ&アイルズ ヒロインたちの捜査線 Rizzoli & Isles (2012-2013) 計5話監督、計10話製作総指揮
- 殺人を無罪にする方法 How to Get Away with Murder (2014) 計1話監督
- ザ・ラストシップ The Last Ship (2014-) 計4話監督

### 映画
- 赤ちゃんは誰のもの/失われた愛を求めて No Child of Mine (1993) テレビ映画、監督
- 蜘蛛女と蝿男 The Spider and the Fly (1994) テレビ映画、監督
- カニング・キラー/殺戮の沼 Primeval (2007) 監督